# Lucmau
Lucmau es una comuna francesa situada en el departamento de Gironda, en la región de Nueva Aquitania.

## Demografía
| 294 | 256 | 186 | 188 | 199 | 208 | 244 |
| Para los censos de 1962 a 1999 la población legal corresponde a la población sin duplicidades (Fuente: INSEE [Consultar]) |     |     |     |     |     |     |